# 白石晴久
白石 晴久（しらいし はるひさ、1950年（昭和25年）9月28日 - ）は日本の経営者。みずほ銀行常務取締役、同理事、富士ソフト代表取締役社長を務め、2012年6月にシチズンホールディングス常勤監査役に就任した。
1950年（昭和25年）、東京都に生まれる。1974年（昭和49年）、東京大学工学部計数工学科の学士号を得て卒業、同年に第一勧業銀行（現みずほ銀行）に入行した。入行6年目の1979年（昭和54年）、アメリカのハーバード大学経営大学院へ留学し、1981年（昭和56年）に経営学修士（MBA)を取得した。第一勧業銀行においてコンピュータサイエンス、マクロ経済調査を経験したのち、人事制度の構築、CITグループの買収、J.P.モルガンとの投信合弁会社設立に参画した。また、第8次および第9次経営計画の策定を行っている。2005年（平成17年）4月、みずほ銀行常務取締役に就任した。2008年（平成20年）6月、富士ソフトの野澤宏会長の要請を受け、同代表取締役社長となった。2011年（平成23年）9月、同社を退社して 翌10月からみずほ銀行に戻り理事となっている。2012年（平成24年）6月 同行を退任し、同月からシチズンホールディングス常勤監査役を務めている。証券アナリスト検定会員。ビジネスプロセス革新協議会（現ビジネスプラットホーム革新協議会）（BPIA）常務理事。

## 略歴
- 1950年（昭和25年） 東京都に生まれる。
- 1969年（昭和44年） 東京都立小石川高等学校を卒業[3]。
- 1970年（昭和45年） 東京大学工学部計数工学科に入学[3]。
- 1974年（昭和49年） 同学士を取得し卒業後、第一勧業銀行へ入行する。
- 1979年（昭和54年） ハーバード大学経営大学院へ留学する。
- 1981年（昭和56年） 同大学院経営学修士（MBA)を取得する。
- 1985年（昭和60年） 第一勧業銀行人事企画部主任調査役[1][2]。
- 1990年（平成2年） 同行経営企画室長[1][2]。
- 1996年（平成8年） 同行吉祥寺支店長[1]。
- 1997年（平成9年） 同行業務開発部長[1]。
- 2000年（平成12年）8月 同行審議役。同年9月 同行人事室付みずほホールディングス個人企画部長[5]。
- 2002年（平成14年）4月 みずほ銀行個人企画部長[5]。
- 2004年（平成16年）4月 同行執行役員システム統合プロジェクト統括PT長[5]。
- 2005年（平成17年）4月 同行常務取締役 最高情報責任者（CIO）[1][5]。
- 2008年（平成20年）6月 富士ソフト代表取締役社長[1]。
- 2011年（平成23年）10月 みずほ銀行理事[3]
- 2012年（平成24年）6月 シチズンホールディングス常勤監査役[3]

## 著作
企業価値算出のためのディスカウントキャッシュフロー : 基礎知識&事例研究（2003年、地域金融研究所）